# 旭日章
旭日章（日语：／ Kyokujitsu-shō */?），日本勳章的一種。1875年4月10日制定，2003年11月3日修訂。授與“對國家公共有功勞者中，有引人矚目的顯著功績內容”。比起瑞寶章的授與對象更為狹窄。

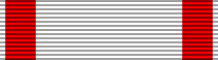
旭日章的綬

## 種類
現今的旭日章由上至下分為6級：
- 旭日大綬章（原勳一等旭日大綬章）
- 旭日重光章（原勳二等旭日重光章）
- 旭日中綬章（原勳三等旭日中綬章）
- 旭日小綬章（原勳四等旭日小綬章）
- 旭日雙光章（原勳五等雙光旭日章）
- 旭日單光章（原勳六等單光旭日章）

但在最初訂定時可分為勳一等至勳八等，從最上階依序排列為勳一等旭日大綬章、勳二等旭日重光章、勳三等旭日中綬章、勳四等旭日小綬章、勳五等雙光旭日章、勳六等單光旭日章、勳七等青色桐葉章、勳八等白色桐葉章。但是只授與男性。
1888年1月4日將最上階的勳章勳一等旭日大綬章定為勳一等旭日桐花大綬章。隨著瑞寶章的制定，位階定位在瑞寶章之上。
2003年榮典制度改革，只能授與男性的條件與社會情勢不合，女性也成為得授與的對象。同時，最上階的旭日桐花大授章獨立為桐花章（桐花大綬章），並廢止桐葉章，只留下6個階級。並將雙光旭日章、單光旭日章改名為旭日雙光章、旭日單光章。

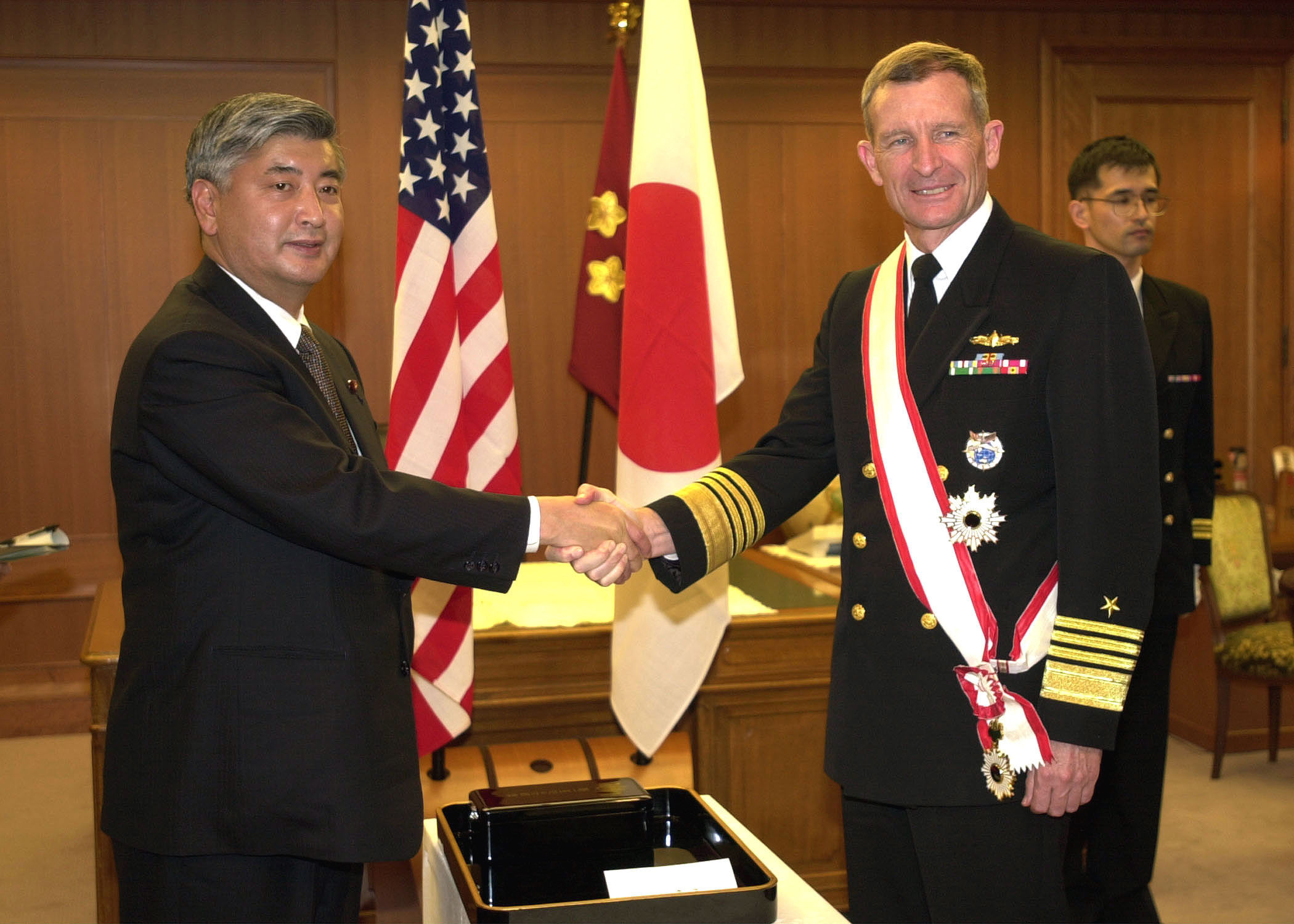
美國海軍上將丹尼斯·C·布萊爾獲贈旭日大綬章

| 勳章 | 略綬 | 1875年           | 1888年後             | 2003年改革後               |
| ---- | ---- | ---------------- | -------------------- | -------------------------- |
|      |      | （尚未創立）     | 勳一等旭日桐花大綬章 | 桐花章（獨立出旭日章體系） |
|      |      | 勳一等旭日大綬章 | 勳一等旭日大綬章     | 旭日大綬章                 |
|      |      | 勳二等旭日重光章 | 勳二等旭日重光章     | 旭日重光章                 |
|      |      | 勳三等旭日中綬章 | 勳三等旭日中綬章     | 旭日中綬章                 |
|      |      | 勳四等旭日小綬章 | 勳四等旭日小綬章     | 旭日小綬章                 |
|      |      | 勳五等雙光旭日章 | 勳五等雙光旭日章     | 旭日雙光章                 |
|      |      | 勳六等單光旭日章 | 勳六等單光旭日章     | 旭日單光章                 |
|      |      | 勳七等青色桐葉章 | 勳七等青色桐葉章     | (取消)                     |
|      |      | 勳八等白色桐葉章 | 勳八等白色桐葉章     | (取消)                     |

## 勳章設計
有著八角的旭光的日章。「鈕」的造型使用桐花的花葉。「綬」為白底搭配雙紅線。

## 部分獲獎者

### 日本
- 下瀨雅允（1893年勳五等雙光旭日章、1906年勳三等旭日中綬章，日本發明家、工程學博士，發明下瀨火藥）
- 荒勝文策（1974年勳二等旭日重光章，高能物理學家）
- 饭田汲事（1980年旭日中光章）
- 小柴昌俊（勲一等旭日大綬章）
- 尾形充弘（2022年旭日雙光章）
- 橋田滿（2024年旭日小綬章）

### 中国大陆
| 大綬章 - 陳錦華（2008年） 重光章 - 俞晓松（2006年） - 陳昊蘇（2012年） | 中綬章 - 魏富海（2010年秋） - 嚴安生（2015年） |

### 中華民國（臺灣）[7][8]
| 大綬章 - 謝介石，原勳一等旭日大綬章 - 許水德（2015年春） - 賴浩敏（2017年秋） - 王金平（2021年秋） 重光章 - 辜濂松（2012年春） - 張榮發（2012年春） - 江丙坤（2015年春） - 彭荣次（2015年秋） - 羅福全（2016年秋） - 吳阿明（2016年秋） - 許世楷（2017年春） - 黃茂雄（2017年春） - 馮寄台（2018年春） - 廖了以（2018年春） - 許勝雄（2018年秋） - 林伯豐（2019年秋） - 林碧炤（2020年春） - 何美玥（2021年秋） | 中綬章 - 蔡茂丰（2005年春） - 吴文达（2008年春） - 杜祖健（2009年春） - 何瑞藤（2010年春） - 曹永和（2012年秋） - 黄政旺（2012年秋） - 許敏惠（2013年春） - 鄭世松（2013年春） - 黄福慶（2013年秋） - 林明德（2013年秋） - 許文龍（2013年秋） - 廖一久（2014年春） - 陳伯陶（2014年秋） - 林文月（2014年秋） - 林丕雄（2014年秋） - 鄭清茂（2015年秋） - 宋文薰（2016年春） - 黃天麟（2017年春） - 劉金標（2017年秋） - 林海峰（2017年秋） - 李傳洪（2018年春） - 鄭祺耀（2018年秋） - 吳東進（2019年春） - 謝牧謙（2020年秋） - 蔡清彥（2021年春） - 丁澈士（2023年春） | 小綬章 - 李上甲（2005年秋） - 黃靈芝（2006年秋） - 陳田柏（2010年秋） - 謝森展（2010年秋） - 蔡雪泥（2012年春） - 李雪峰（2013年春） - 吳金璞（2014年春） - 劉枝萬（2015年春） - 董烱煕（2016年秋） - 何春樹（2017年秋） - 彭誠浩（2019年秋） - 林清波（2024年秋） 双光章 - 郭春秧（1919年春） - 徐金錫（2009年春） - 鄭埌耀（2012年秋） - 蔡焜燦（2014年春） - 鄭正秀（2014年春） - 張文芳（2015年秋） - 李英茂（2019年春） - 薛光豐（2019年秋） - 劉耀祖（2020年秋） - 蔡焜霖（2021年春） - 楊明風（2021年春） - 林善超（2021年秋） - 賴明珠（2022年秋） 单光章 - 辜顯榮（1900年春） - 陳俄安（2010年春） - 丘如華（2020年秋） |

### 大韓民國
| 大綬章 - 孫京植（2017年春） - 鄭义和（2017年春） | 中綬章 - 金泰焕（2017年春） 双綬章 - 金升泽（2017年春） |

### 新加坡
| 大綬章 - 李光耀（原勳一等旭日大綬章，1967年） - 吴作栋（2011年） - 李显龙（2016年） | 重光章 - 周大思（旭日重光章，2016年） 中綬章 - 陳金鐘（原勳三等旭日章，1888年） 小绶章 - 伊斯干达·贾里（Iskandar Jalil，2015年） |

### 马来西亚
| 大綬章 - 柔佛苏丹伊布拉欣（原勳一等旭日大綬章，1934年） - 东姑阿末礼道丁（2017年） 重光章 - 馬朱基（2015年） - 洁蒂·阿兹（2017年） - 哈山马力（2020年） | 中綬章 - 楊忠禮（2007年） - 李宝平（2010年） 双光章 - 李益辉（2015年） - 丘才干（2016年） 小绶章 - 萧光麟（2017年） |

### 英国
- 石黑一雄（勳二等旭日重光章，2018年）

### 美国
- 柯蒂斯·李梅（勛一等旭日大綬章，1964年）[24]
- 李仙得（勳二等旭日重光章，1875年）[25]
- 诺曼·峰田（旭日大綬章，2007年）[26]。
- 李政道（1957年诺贝尔物理学奖得主，旭日重光章，2007年）[27]
- 羅思德（旭日中綬章，2019年）[28][29]

- 比爾蓋茲

### 越南
- 武鴻福（旭日大绶章，2012年）[30]

### 柬埔寨
- 谢辛（旭日大绶章，2013年）[31]

### 香港

#### 中綬章
- 陳志誠（2005）[32]
- 周亦卿（2008）
- 蒙德揚（2019）[33][34][35]
- 應家柏（2024）[36]

#### 小綬章
- 余均灼（2004）
- 梁安玉（2019）[37][38]

#### 雙光章
- 袁文英（2018）[39]
- 黄寶杰（2020）
- 貝鈞奇（2020）[40]

#### 單光章
- 陳俊輝（2021）

### 印度尼西亞
- 李柏青（旭日單光章，2009）[41]

### 匈牙利
- 希道什·朱迪斯  （Hidasi Judit，旭日中綬章，2005年）[42]

### 波蘭
- 唐纳德·图斯克  （Donald Tusk，旭日大綬章，2021年）[43]

### 埃及
- 札希·哈瓦斯 ( Zahi Hawass, 旭日重光章，2021年)[44]

## 外部連結
- （日語）日本の勲章・褒章 （页面存档备份，存于）
- （日語）外国人叙勲受章者名簿 （页面存档备份，存于）